# マルティン・ヴィラジョンガ
マルティン・ラウル・ヴィラジョンガ（Martin Raoul VILALLONGA、1970年10月8日 - ）は、アルゼンチン出身の元プロサッカー選手。現役時代のポジションはフォワード。Jリーグでの登録名はヴィラジョンガ。

## 経歴
20歳の時にアルゼンチンのCAインデペンディエンテでプレーしたのを皮切りに、アルゼンチンとメキシコの1部リーグを渡り歩き、220試合に出場して91得点を挙げる。
2001年1月11日にアビスパ福岡への入団が発表される、当時の監督、ネストール・オマール・ピッコリが母国のアルゼンチンに帰国した際、直々に交渉して入団にこぎつけた。前年のエースストライカーだったブストス・アリエル・モントージャの代わりとして期待されたが、ナビスコカップで2得点を挙げたのみで、リーグ戦では無得点のまま5月24日に退団した。

## 所属クラブ
- 1990年  CAインデペンディエンテ
- 1991年-1992年  エストゥディアンテス・デ・ラ・プラタ
- 1993年-1994年  CAインデペンディエンテ
- 1994年  CAラヌース
- 1995年-1996年  トロス・ネサ
- 1996年-1998年  ラシン・クラブ
- 1998年-2001年  CAラヌース
- 2001年1月-5月  アビスパ福岡
- 2001年-2002年  ウニベルシタリオ・デポルテス
- 2002年-2003年  クラブ・レオン
- 2003年-2004年  アルセナルFC
- 2004年  インスティトゥートACコルドバ
- 2006年  CAアルヘンティーノ・デ・メンドーサ

## 個人成績
| 国内大会個人成績 | 国内大会個人成績 | 国内大会個人成績 | 国内大会個人成績 | 国内大会個人成績 | 国内大会個人成績 | 国内大会個人成績 | 国内大会個人成績 | 国内大会個人成績 | 国内大会個人成績 | 国内大会個人成績 | 国内大会個人成績 |
| 年度             | クラブ           | 背番号           | リーグ           | リーグ戦         | リーグ戦         | リーグ杯         | リーグ杯         | オープン杯       | オープン杯       | 期間通算         | 期間通算         |
| 年度             | クラブ           | 背番号           | リーグ           | 出場             | 得点             | 出場             | 得点             | 出場             | 得点             | 出場             | 得点             |
| 日本             | 日本             | 日本             | 日本             | リーグ戦         | リーグ戦         | リーグ杯         | リーグ杯         | 天皇杯           | 天皇杯           | 期間通算         | 期間通算         |
| ---------------- | ---------------- | ---------------- | ---------------- | ---------------- | ---------------- | ---------------- | ---------------- | ---------------- | ---------------- | ---------------- | ---------------- |
| 2001             | 福岡             | 9                | J1               | 7                | 0                | 2                | 2                | 0                | 0                | 9                | 2                |
| 通算             | 日本             | 日本             | J1               | 7                | 0                | 2                | 2                | 0                | 0                | 9                | 2                |
| 総通算           | 総通算           | 総通算           | 総通算           | 7                | 0                | 2                | 2                | 0                | 0                | 9                | 2                |